# CAPS LOCK
『CAPS LOCK』（キャプス ロック）は、2013年10月23日にワーナーミュージック・ジャパンより発売されたCAPSULEの14枚目（ベストアルバムを含むと17枚目）のオリジナルアルバムである。
ユニット名を大文字表記に変えたことと、本作のタイトルがCapsLockキーの機能からの引用は後付けである。また、「ユニット名を大文字にしたことから、新しいロゴマークを作った。せっかく作ったからジャケット・アートワークに採用した」と中田は語っている。
本作はとにかく記号化にこだわられていて、ジャケット、タイトル、曲名も徹底して記号化された。

## 背景
ヤマハミュージックコミュニケーションズからunBORDEにレーベルを移籍した後、CAPSULE初のアルバムで、ベスト・アルバム『capsule rewind BEST-1 2012-2006』と『capsule rewind BEST-2 2005-2001』から約8ヶ月ぶりのアルバム。オリジナル・アルバムでは前作『STEREO WORXXX』から約1年7ヶ月ぶりとなった。

## 制作
先に曲名を並べてから制作が開始された。また、一曲ずつを完成させていくのではなく、中田はアルバム内の全曲を同時進行で完成させた。「アルバムが出るまで1曲もリリースしない制作方法をとっていて、純粋にアルバムのためだけに制作をしているというやり方が感覚的にしっくりくる。また、全曲を同時に仕上げたほうが完成度を高められると思う。」と語っている。
しかし前作と本作の間には、きゃりーぱみゅぱみゅやPerfumeなどの他アーティストのプロデュース曲、映画「スター・トレック イントゥ・ダークネス」でJ・J・エイブラムス監督らと共同プロデュースした「Into Darkness」などのCAPSULE以外の仕事があった。これまで、CAPSULE以外の仕事が入ったり、その期限が迫っていたらいったんcapsuleの作業をやめて、時間ができてから再開していた。しかし今回は、CAPSULEの曲しか制作しない期間を設け、集中してアルバムを作ることにし、タイミングを見計らっているうちに少し間が空いてしまった、と中田は語っている。また、レーベル・コンピレーション・アルバムに収録された「Rainbow」も本作制作期間外に制作され、本作には未収録となった。
「聴き込むといろいろと楽しめるような作りにした。音質的にも、聴く環境をよくしたらその分だけ発見があると思う。」と中田は語っている。

## ミュージック・ビデオ

### CONTROL
出村拓也が監督を務め、最新のハイスピード・カメラを使用し、1秒間500コマの映像とCGを組み合せた内容となっている。ショート・バージョンが2013年10月21日にワーナーミュージック・ジャパンのYouTubeチャンネルで公開された。また、同年10月31日に新設されたCAPSULEのYouTubeチャンネルでフル・バージョンが公開された。

## 楽曲について
「この数年は、初めて聴く人でも盛り上がれるような曲をcapsuleで作ってきていた。しかし、みんなで盛り上がるための音楽じゃなくて、それぞれが自由な環境で聴くための音楽が世の中にもっとあってもいいのかなと思った。」と中田は語っている。
全曲のタイトルがパソコンのキーボードに関係するものとなっている。
「12345678(extended mix)」がiTunes Storeアルバム購入特典として配信限定でリリースされた。
全8曲中4曲がインスト曲である。

## タイアップ
- 映画『Appleseed Alpha』挿入曲（#7[14]）

## パッケージ
- 初回限定盤：2CD
- 通常盤：CD

前作同様、初回限定盤（品番：WPCL-11582/3）と通常盤（品番：WPCL-11584）の2形態でリリースされた。初回限定盤は三方背ホワイトクリアケース仕様パッケージで、本作収録曲が入ったボーナスディスクが付く。

## プロモーション
2013年10月1日に「CONTROL」の先行ティザー映像がワーナーミュージック・ジャパンのYouTubeチャンネルで公開された。

## 収録曲
全作詞・作編曲：中田ヤスタカ
| #         | タイトル     | 作詞  | 作曲・編曲 | 時間 |
| --------- | ------------ | ----- | ---------- | ---- |
| 1.        | 「HOME」     |       |            | 2:17 |
| 2.        | 「CONTROL」  |       |            | 4:36 |
| 3.        | 「DELETE」   |       |            | 6:31 |
| 4.        | 「12345678」 |       |            | 6:08 |
| 5.        | 「SHIFT」    |       |            | 3:50 |
| 6.        | 「ESC」      |       |            | 2:18 |
| 7.        | 「SPACE」    |       |            | 4:42 |
| 8.        | 「RETURN」   |       |            | 5:16 |
| 合計時間: | 合計時間:    | 35:41 |            |      |

| #         | タイトル                   | 作詞  | 作曲・編曲 | 時間 |
| --------- | -------------------------- | ----- | ---------- | ---- |
| 9.        | 「12345678(extended mix)」 |       |            | 7:43 |
| 合計時間: | 合計時間:                  | 43:24 |            |      |

| #         | タイトル                  | 作詞  | 作曲・編曲 | 時間 |
| --------- | ------------------------- | ----- | ---------- | ---- |
| 1.        | 「CONTROL(extended mix)」 |       |            | 6:13 |
| 2.        | 「DELETE(extended mix)」  |       |            | 8:56 |
| 3.        | 「ESC(extended mix)」     |       |            | 3:39 |
| 合計時間: | 合計時間:                 | 18:49 |            |      |

## チャート成績
オリコン週間アルバムランキングで13位を獲得した。 

## 収録作品
- 『APPLESEED ALPHA ORIGINAL SOUNDTRACK』（2015年1月14日）（#7[14]）